# Kabinett Brauer
Das Kabinett Brauer  bildete vom 27. Juni 1901 bis zum 8. März 1905 die Landesregierung von Baden.
| Amt                                              | Name                                        |
| ------------------------------------------------ | ------------------------------------------- |
| Staatsminister Äußeres und großherzogliches Haus | Arthur von Brauer                           |
| Inneres                                          | Karl Schenkel                               |
| Justiz Kultus                                    | Alexander von Dusch                         |
| Finanzen                                         | Adolf Buchenberger bis zum 20. Februar 1904 |
| Finanzen                                         | Eugen Becker seit 18. März 1904             |